# Arare (1937)
Arare (japonsky 霰) byl torpédoborec japonského císařského námořnictva třídy Asašio. Byl dokončen v dubnu 1939 jako předposlední jednotka desetičlenné třídy Asašio. Zúčastnil se druhé světové války v Tichomoří, během které se věnoval eskortním a transportním povinnostem.
V prosinci 1941 doprovázel tankery Nagumova svazu při útoku na Pearl Harbor. Počátkem roku 1942 doprovázel Nagumovy letadlové lodě při útoku na Rabaul a při nájezdu do Indického oceánu. Během bitvy u Midway doprovázel invazní konvoj s vojáky. Dne 5. července 1942 byl u Kisky torpédován ponorkou USS Growler a potopil se i s většinou posádky.

## Popis
Arare byl objednán na základě „doplňovacího programu pomocných plavidel z roku 1934“ a byl devátou dokončenou jednotkou třídy Asašio. Jeho výzbroj tvořilo šest 127mm kanónů typu 3. roku ve třech dvouhlavňových věžích (jedné na přídi a dvou na zádi) a dva čtyřhlavňové 610mm torpédomety typu 92 modelu 2. Zásoba torpéd typu 93 byla (alespoň v počáteční fázi války) šestnáct kusů.
Instalace radaru, ani výměny dělové věže č. 2 za další protiletadlové kanóny se Arare nedočkal.

## Služba
Dne 5. července 1942 byly Arare, Kasumi a Širanui torpédovány ponorkou USS Growler asi sedm mil východně od přístavu na ostrově Kiska na pozici 52° s. š., 177°40′ v. d.. Z posádky Arare se zachránilo 42 námořníků, které z moře vylovil poškozený torpédoborec Širanui.
Dne 31. července 1942 byl Arare vyškrtnut ze seznamu lodí japonského císařského námořnictva.